# Edison James

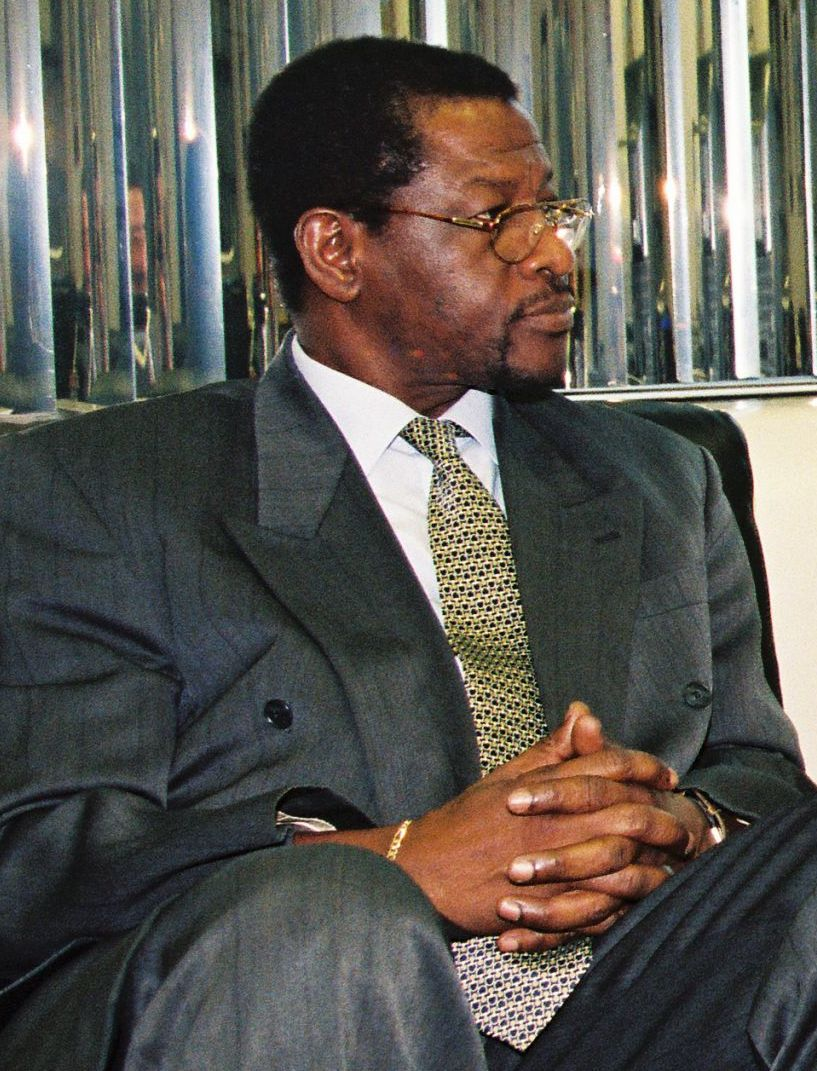
Edison James, 1998

Edison Chenfil James (* 18. Oktober 1943 in Marigot) ist ein Politiker und war Premierminister von Dominica.

## Leben
Nach der Schulausbildung und einem Studium in England war Edison James als Zivilangestellter in Dominica und im Vereinigten Königreich tätig und Mitarbeiter der Caribbean Development Bank. Später war er von 1983 bis 1990 Chief Executive Officer (CEO) der Dominica Banana Marketing Corporation.
James war Gründungsmitglied der United Workers Party (UWP). Von 1990 bis 1995 war er als Vorsitzender der größeren der beiden Fraktionen der Opposition der Oppositionsführer im House of Assembly, dem Parlament Dominicas. Bei den Parlamentswahlen 1995 gewann seine Partei 11 der 21 Sitze im House of Assembly. Am 14. Juni 1995 wurde er als Nachfolger von Mary Eugenia Charles Premierminister von Dominica. Dieses Amt hatte er bis zur Niederlage gegen die Dominica Labour Party unter Rosie Douglas bei den Wahlen am 31. Januar 2000 inne.